# Arie Schans
Arie Schans, född 12 december 1952, är en nederländsk tidigare fotbollsspelare och tränare.
Arie Schans var tränare för bhutanska landslaget 2002–2003 och namibiska landslaget 2008.